# Musée de Timgad
Le musée de Timgad est un musée situé à l'entrée de la cité antique Timgad ou Thamugadi (colonie Marciana Traiana Thamugadi en latin), surnommée la « Pompéi de l'Afrique du Nord », dans la wilaya de Batna en Algérie, qui présente les pièces archéologiques découvertes dans cette cité romaine fondée sous le règne de l'empereur Trajan et classée patrimoine mondial par l'Unesco depuis 1982.
Des pièces archéologiques provenant d'autres sites archéologiques comme Lambèse sont exposées au musée.

## Historique

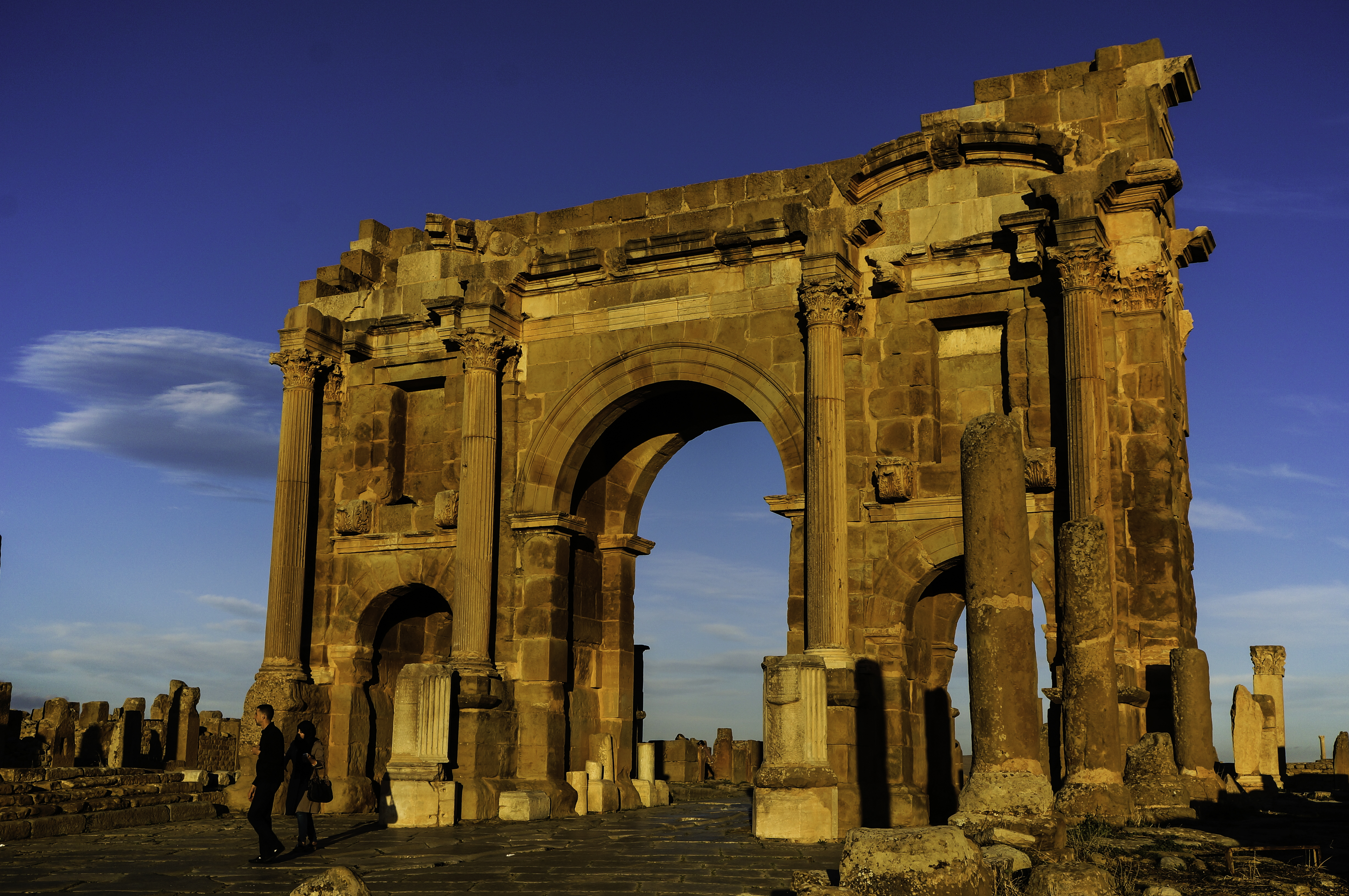
Site archéologique de Timgad.

Le musée a été construit en 1903 au centre de la ville antique près de l'Arc de Trajan, puis il a été démoli et reconstruit et c'est là où se trouve aujourd'hui l'administration du site mais avec l'importance des découvertes issues des fouilles, il était nécessaire de construire l'actuel édifice à l'extérieur du site archéologique.
Le musée est un élément important de la préservation du site et de ses richesses, il a cependant dû faire face à un vol dans la nuit du 27 septembre 1993. Le musée a fermé ses portes en 1993 pour le réhabiliter aux normes requises lui permettant de bien recevoir les visiteurs.
En 2001, un autre vol a été signalé par la Gendarmerie algérienne à la suite de la disparition du portrait de l'empereur Hadrien,. En 2018 le musée a rouvert ses portes au public après 25 ans de fermeture.

## Collections

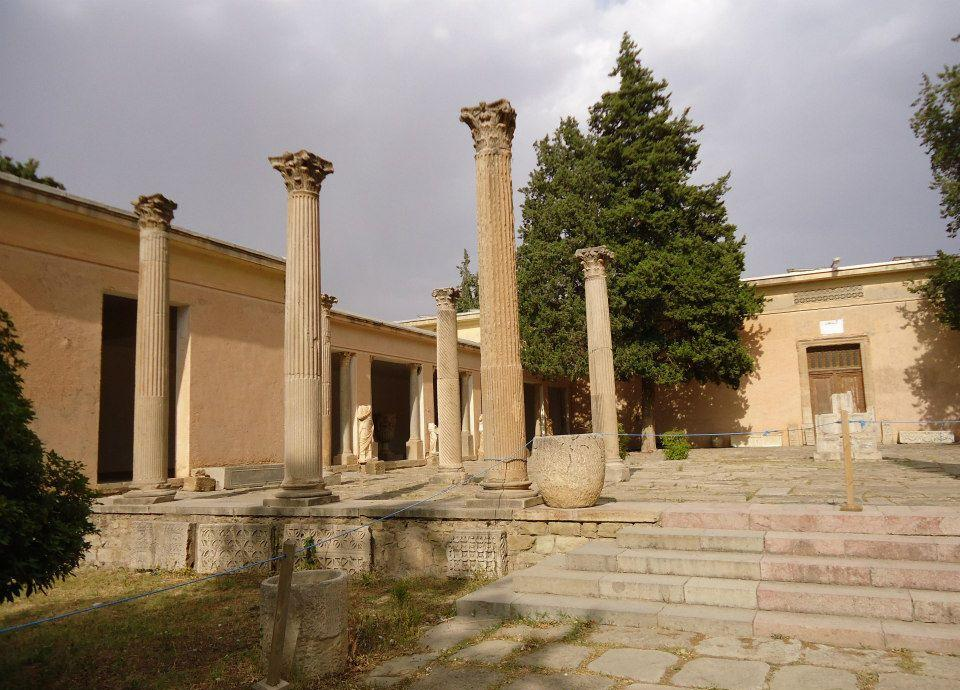
Cour du musée.

On y accède au musée par une vaste cour, agrémentée de colonnes et de statues. On peut admirer des sculptures de divinités gréco-romaines, comme pour les bustes de Mercure et d'Apollon, la statue de la Fortune, les têtes de Sérapis et d'Esculape provenant du fort byzantin. Des bas-reliefs, des stèles dédiés à Saturne (Baal Hammon des Numides) provenant des environs de Timgad et de Lambèse, sont exposés. Le musée possède une statue de l'empereur Lucius Verus, des nymphes soutenant des coquilles trouvées dans les thermes du Sud.
À l'intérieur du musée, un vase colossal représente le sacrifice et l'Amour de Psyché et enfin figurent de nombreuses inscriptions. Le musée doit sa beauté aux 86 magnifiques mosaïques de diverses tailles dont 84 sont exposées dans les salles ouvertes au public tandis que deux mosaïques dont celle du nègre de Timgad sont conservées.
Une porte, qui fut celle de la chapelle de Grégoire le Patrice, donne accès à des salles, où sont exposées de nombreuses mosaïques qui ont servi de décoration et qui ont été souvent retrouvées dans les thermes ou dans des riches demeures privées, comme la mosaïque Neptune sur son char, Vénus, Diane au bain, etc.

## Quelques œuvres exposées au musée

Quelques Œuvres exposées au musée de Timgad
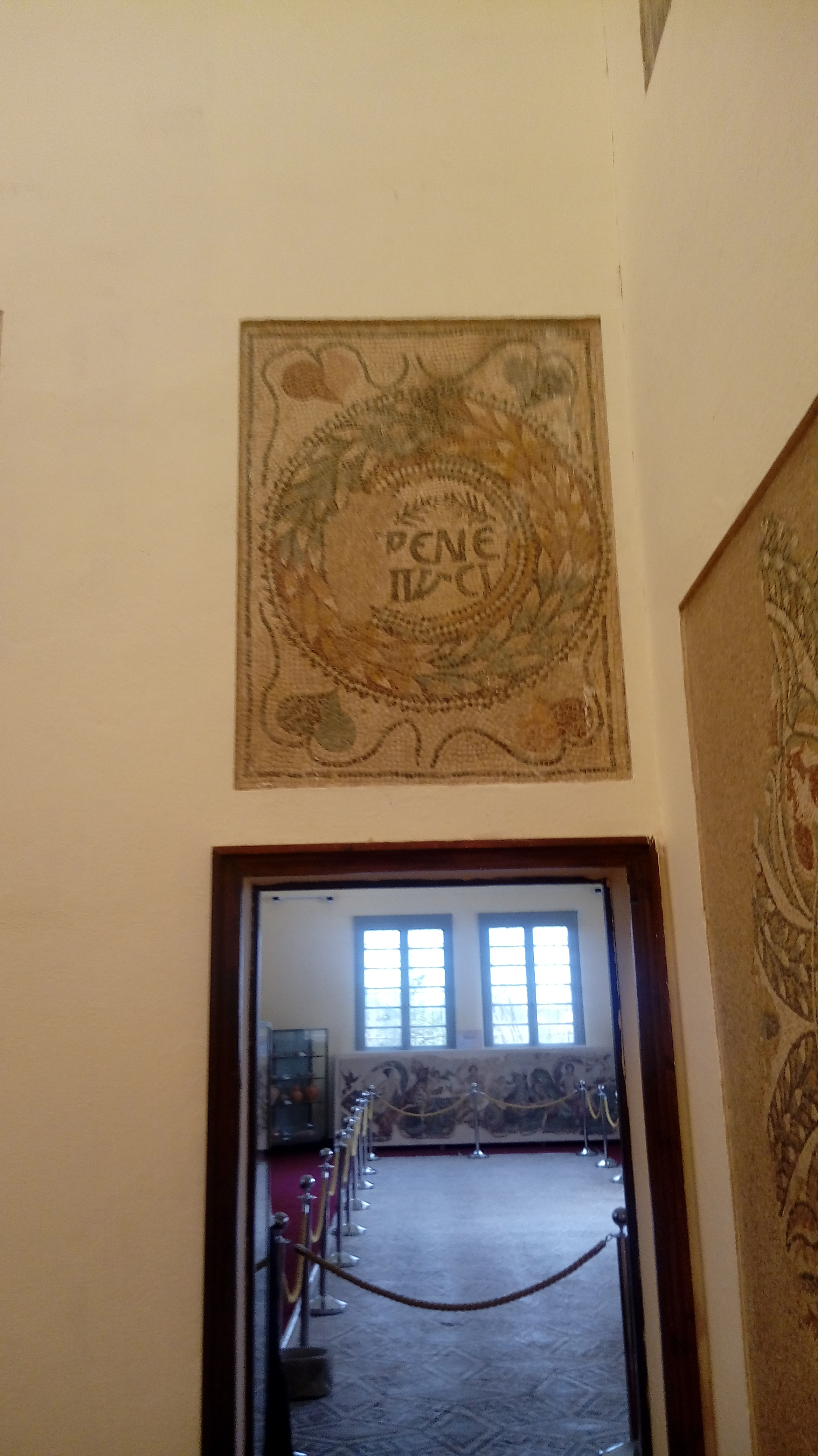
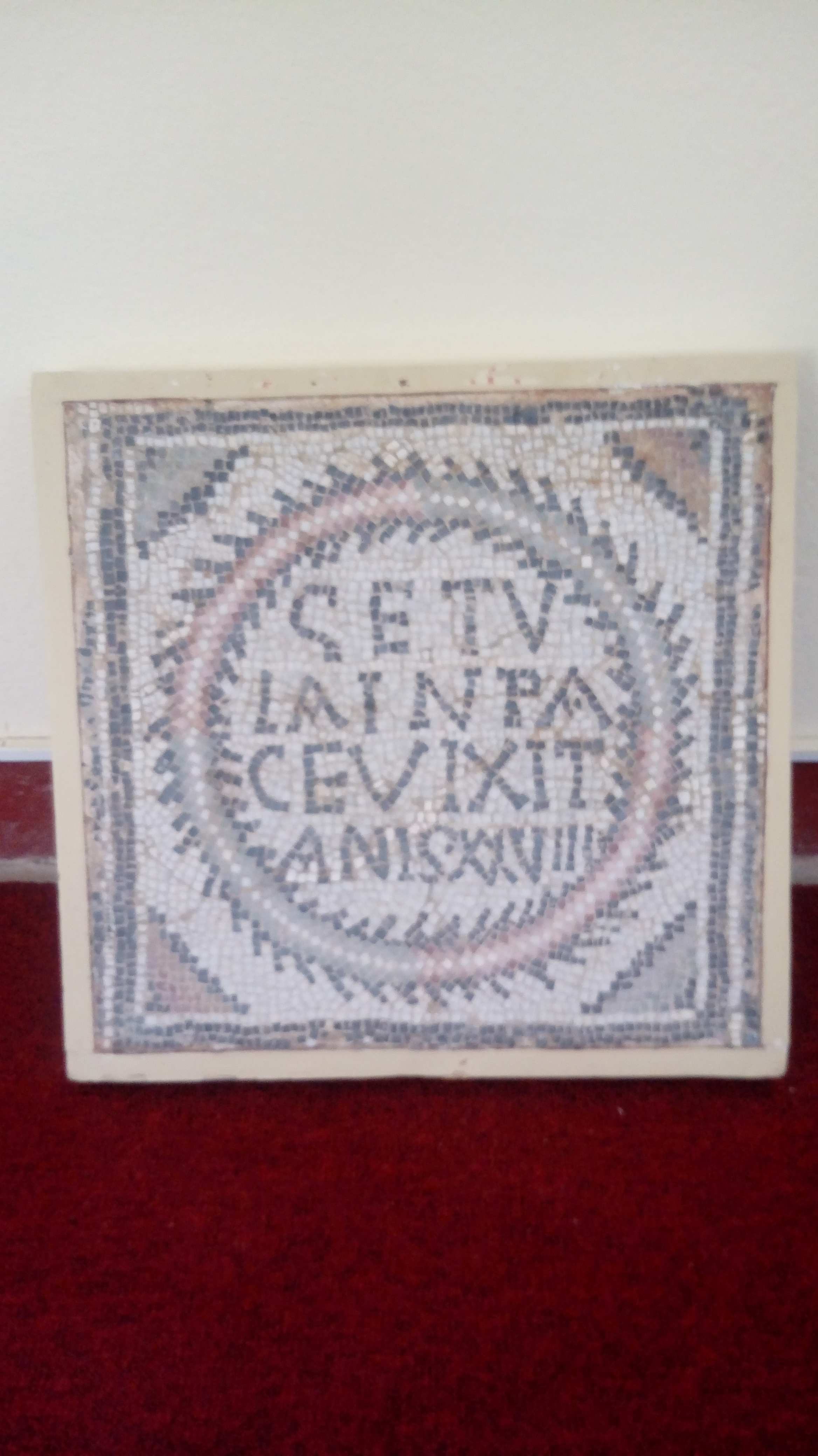
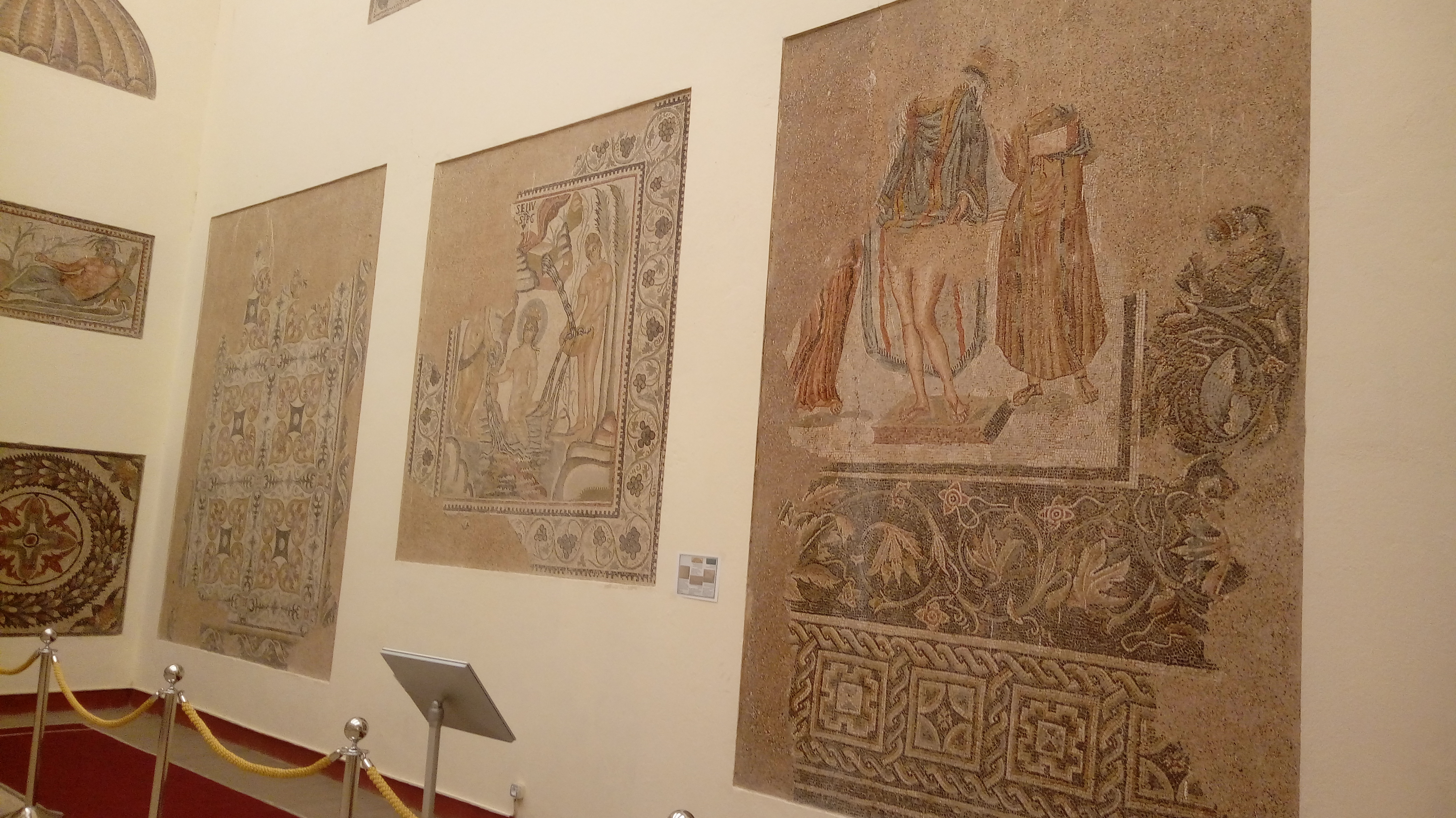
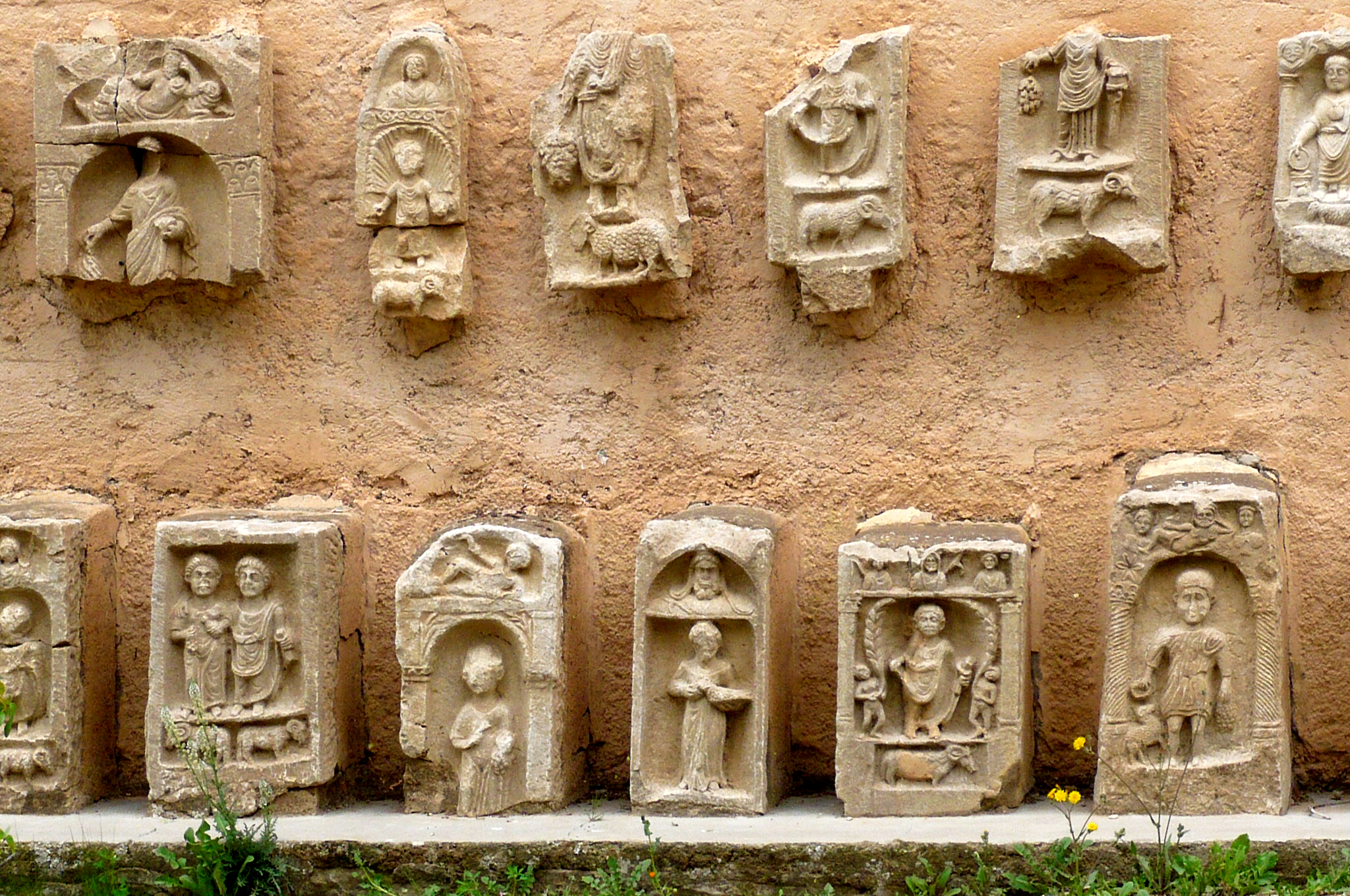
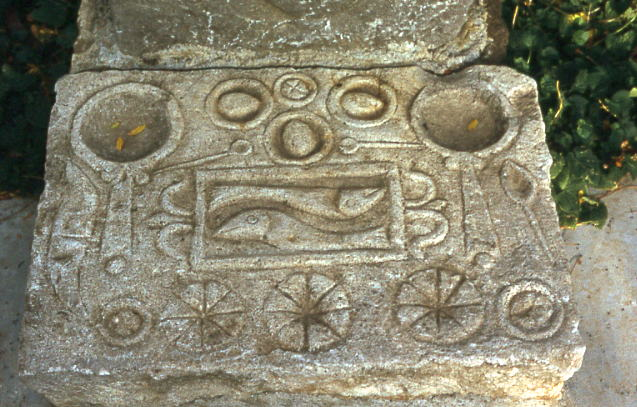
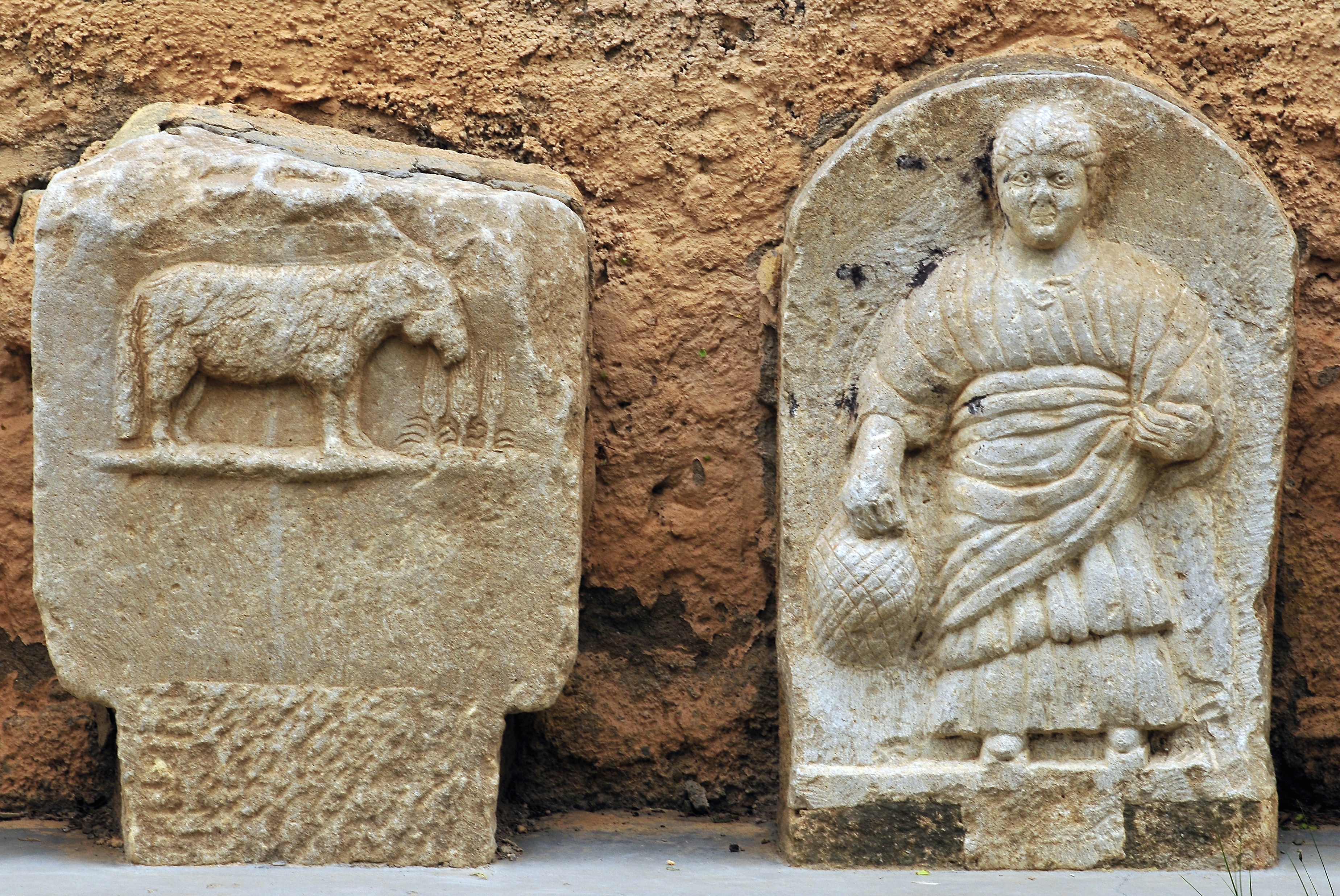
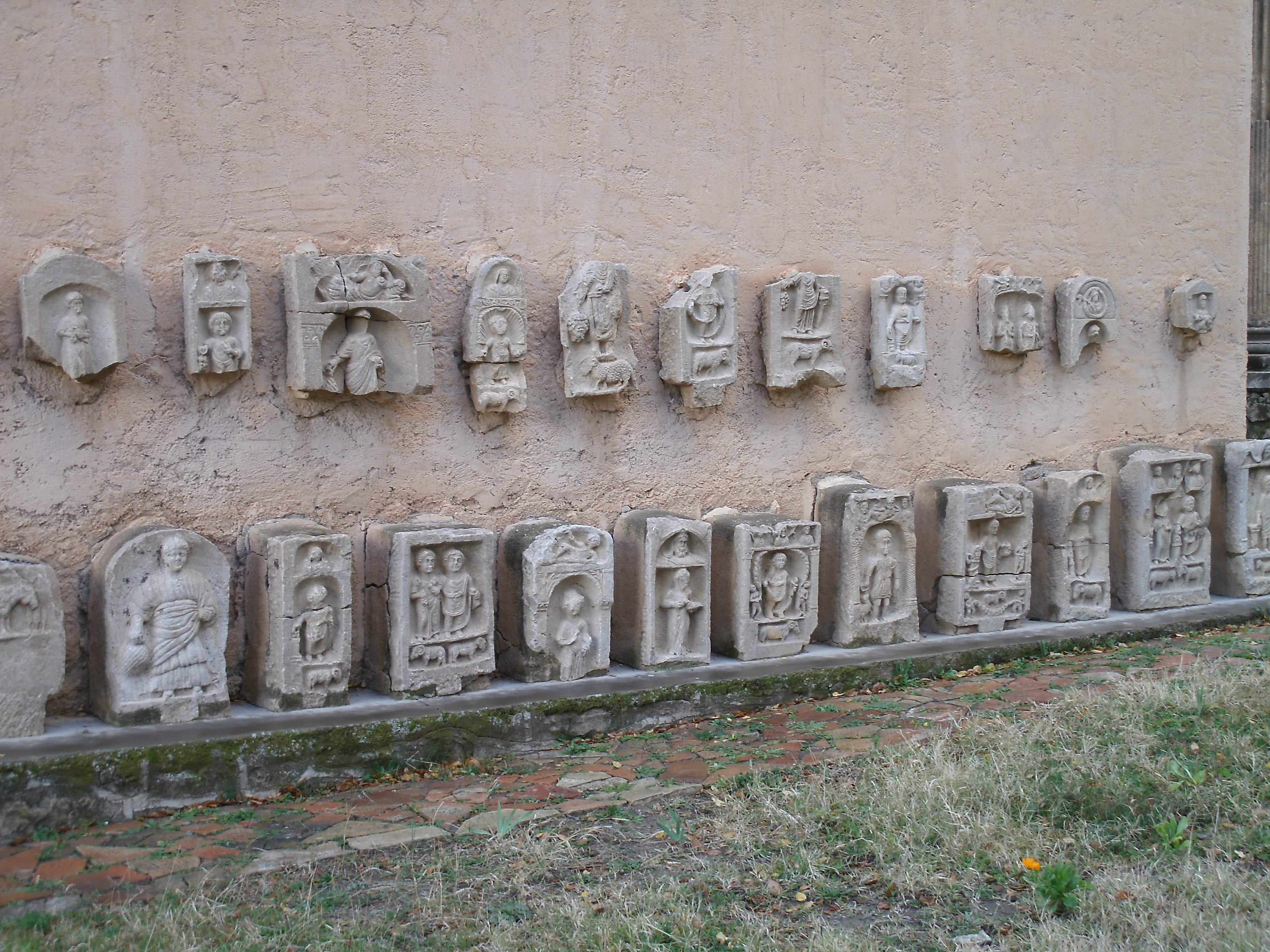
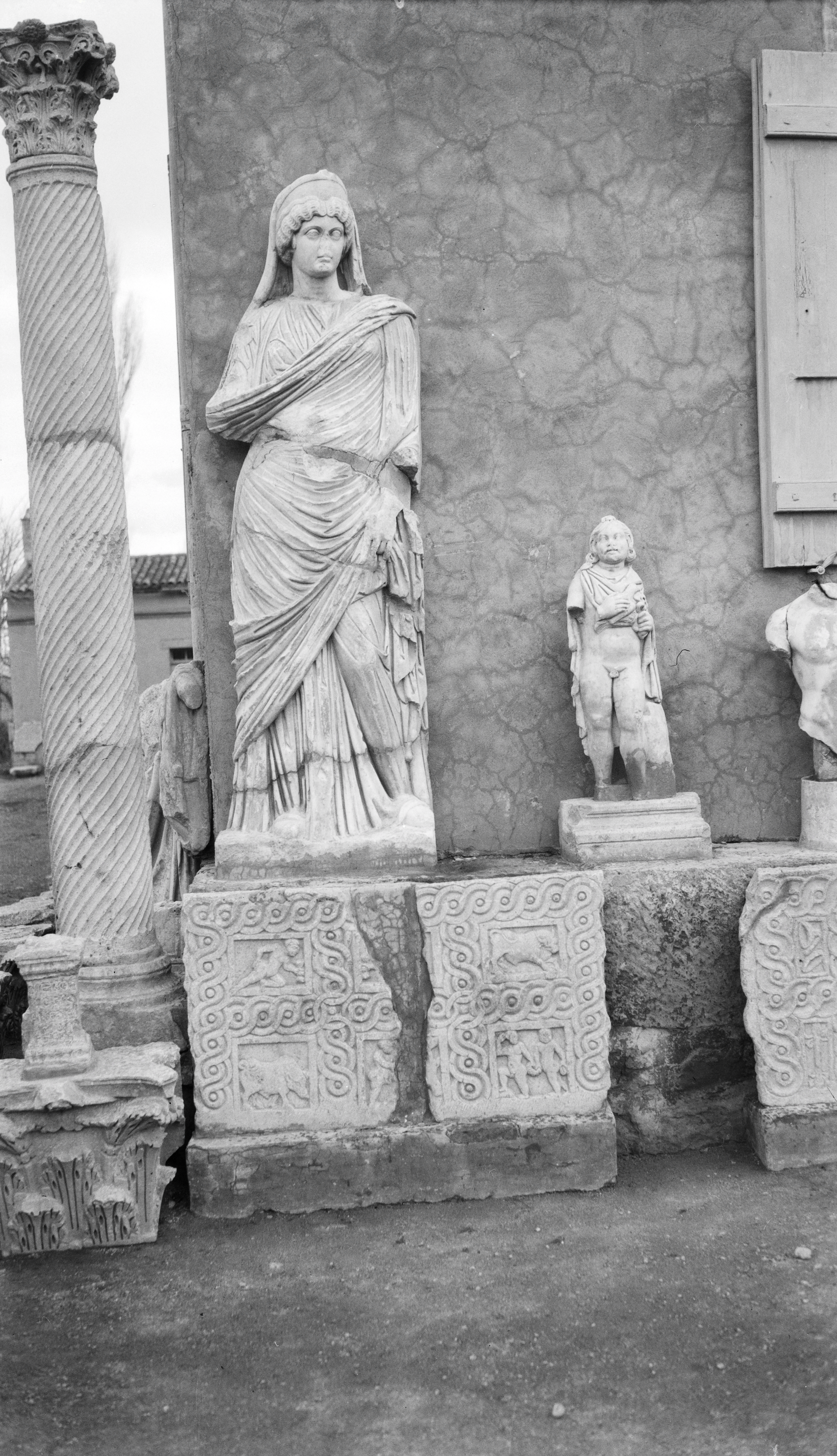
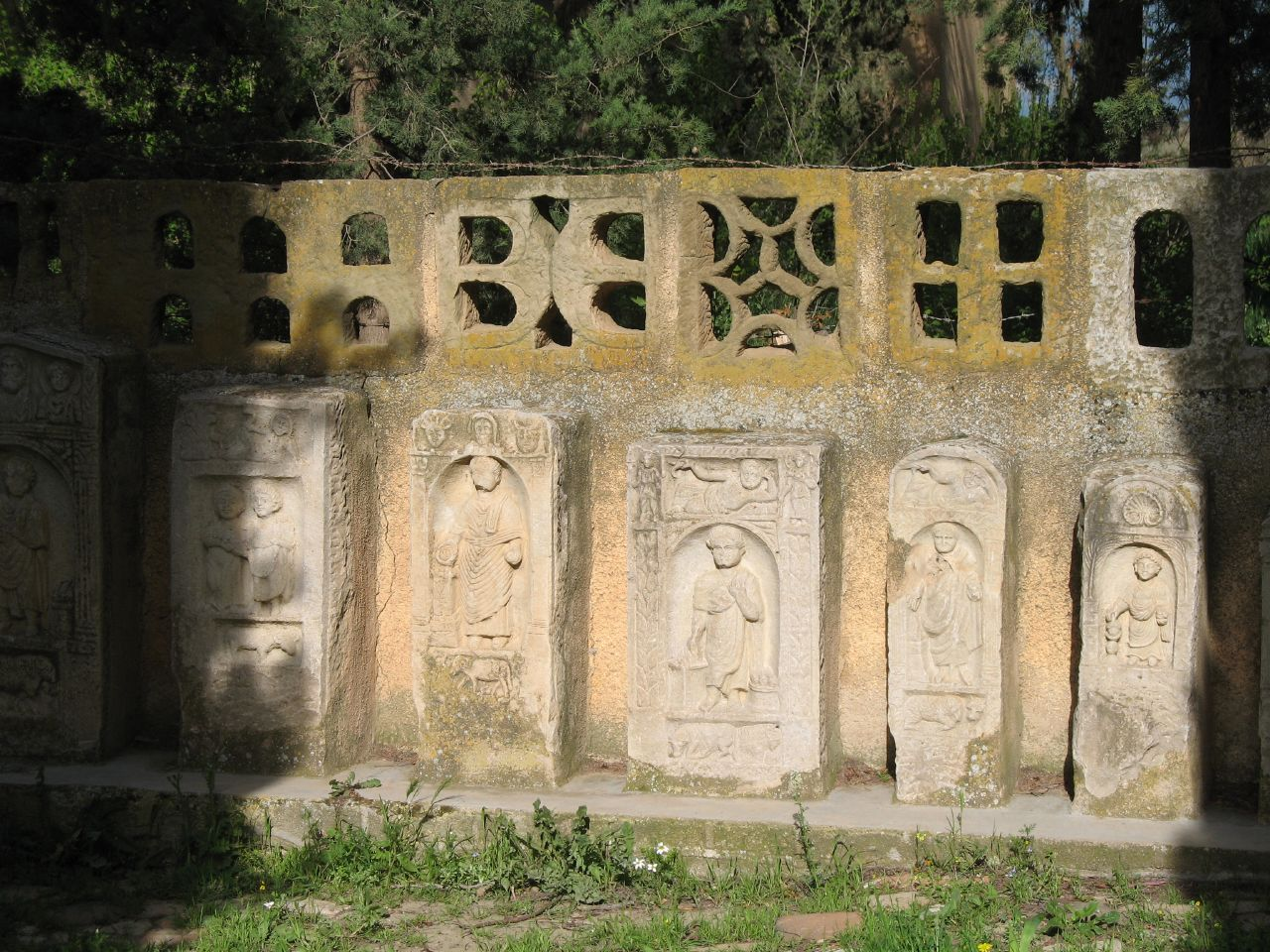
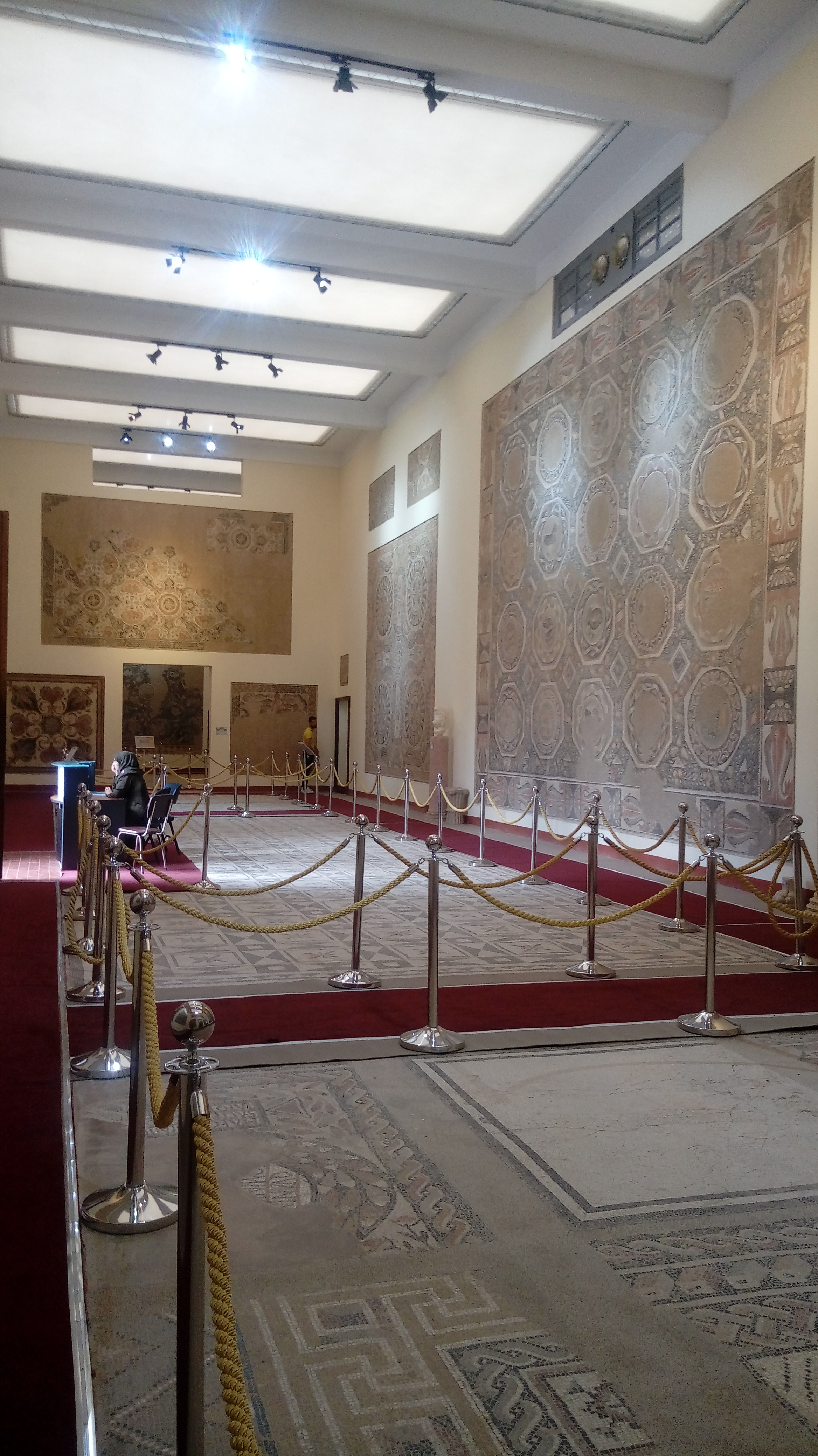
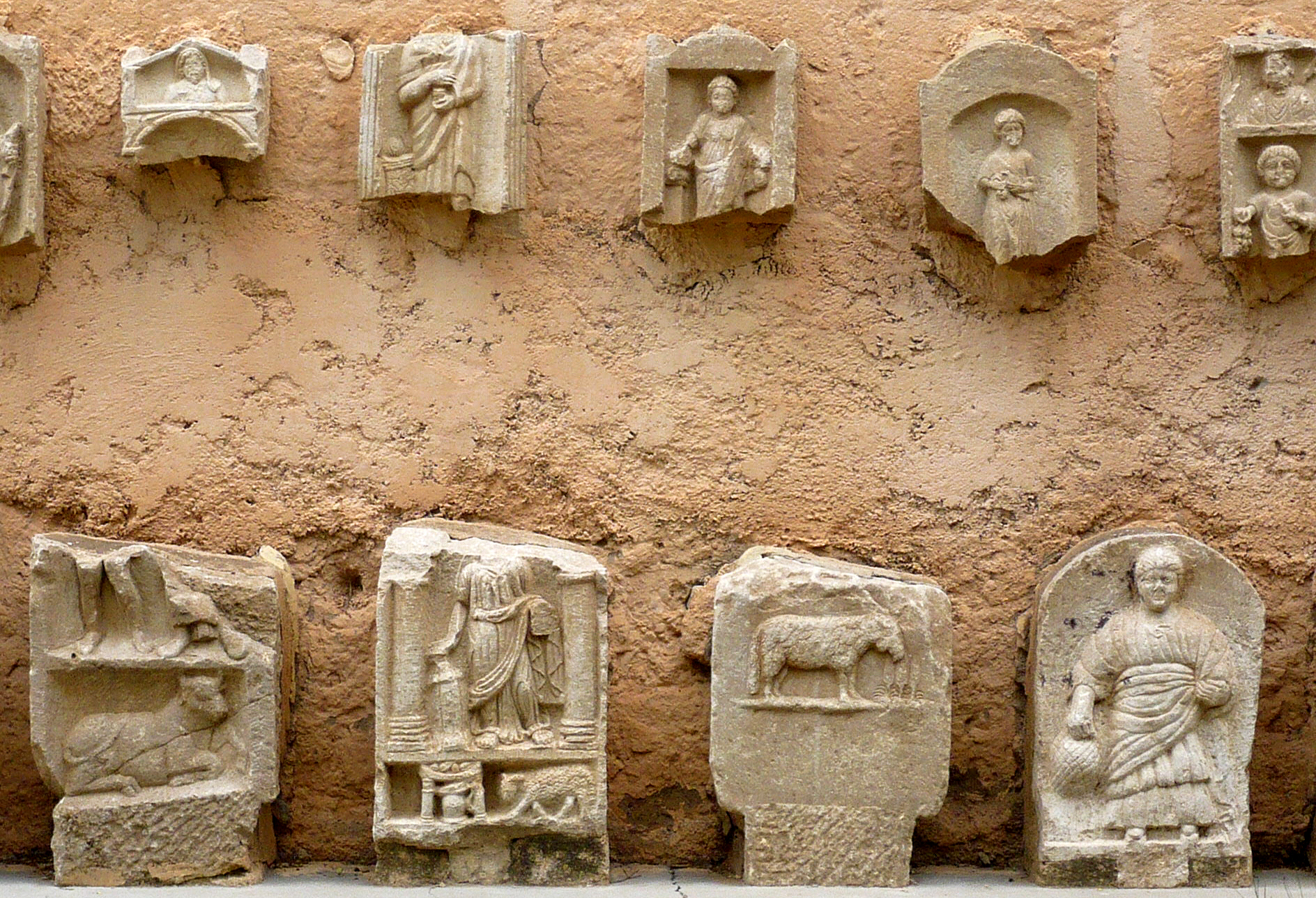
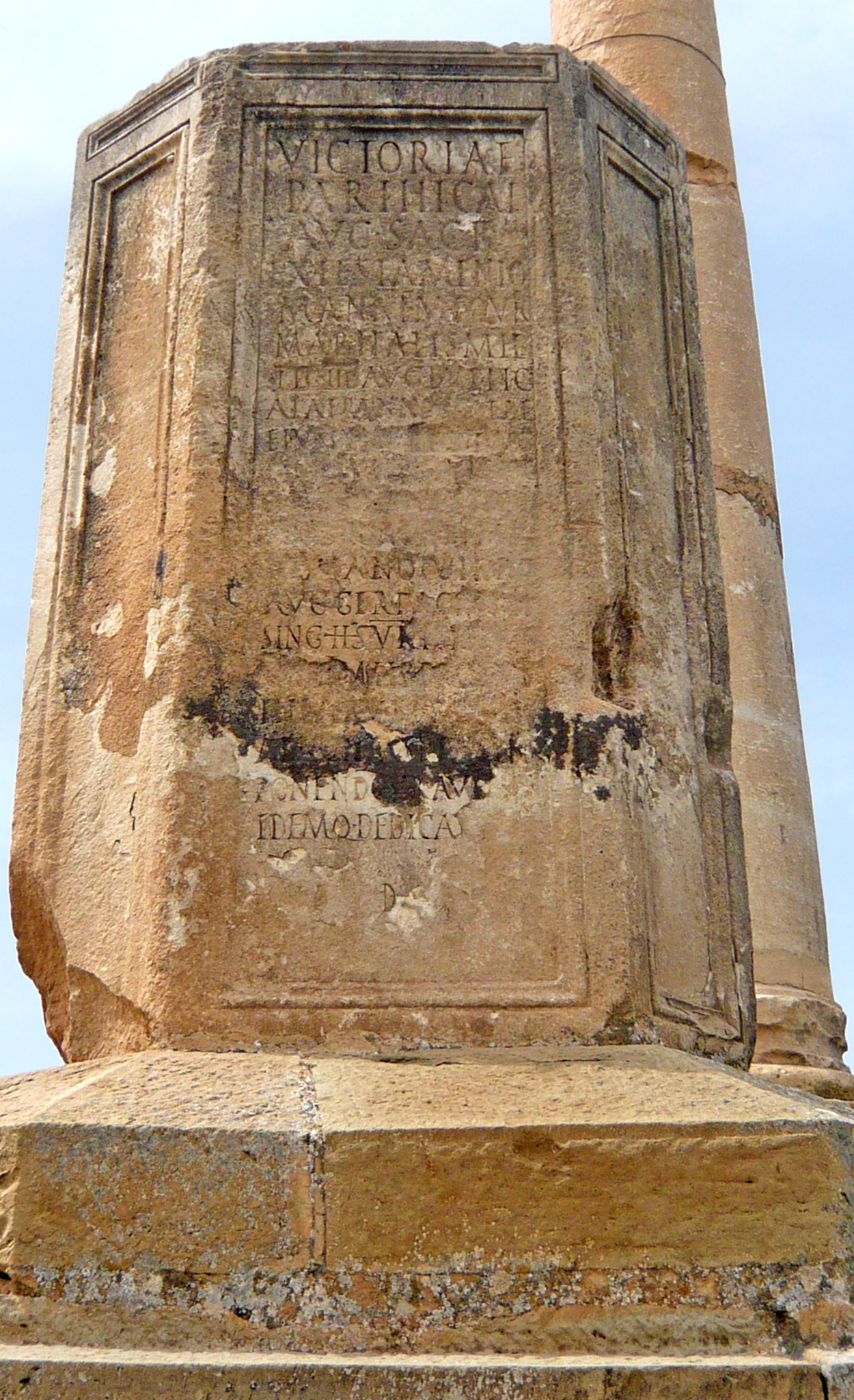
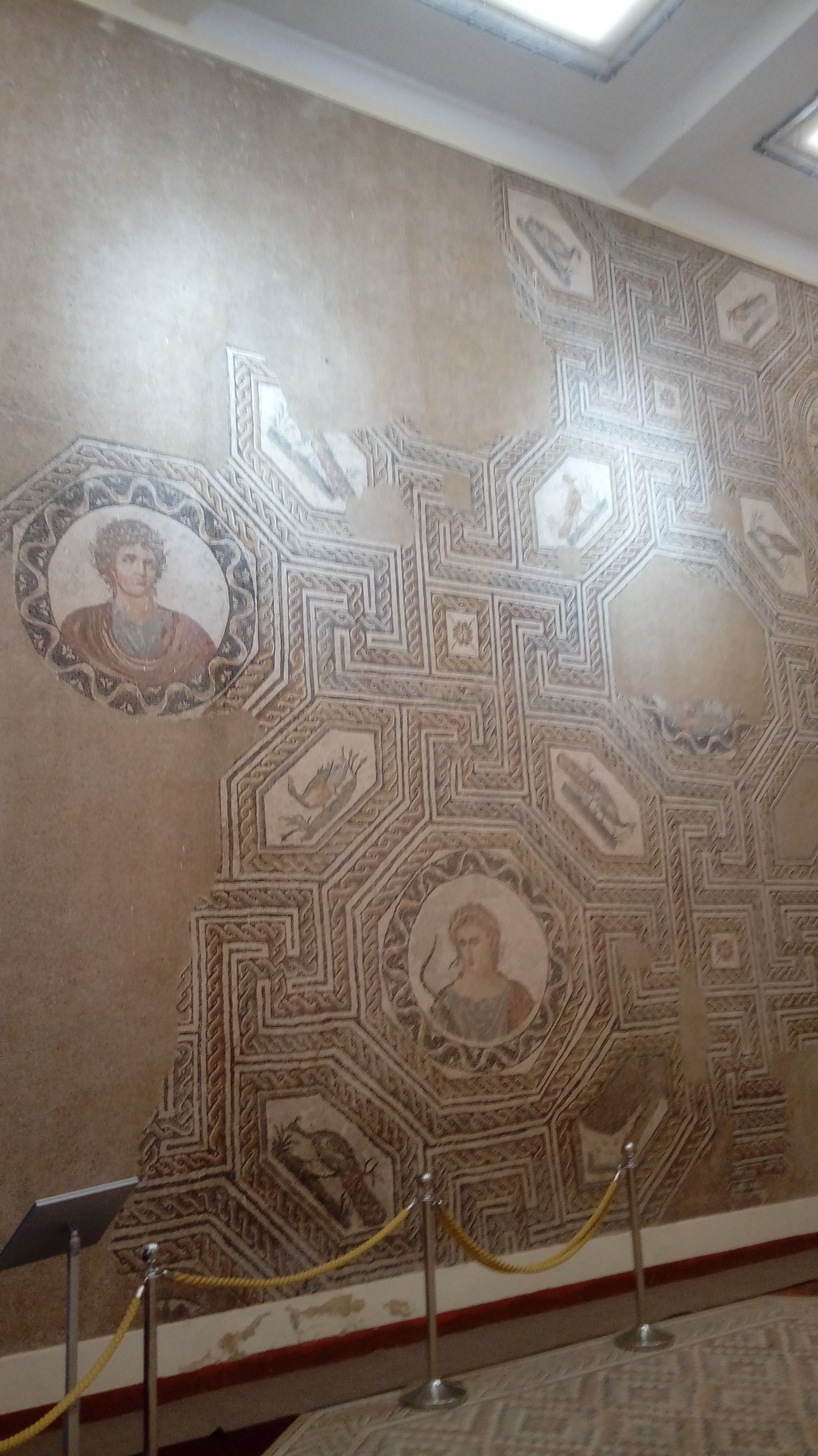
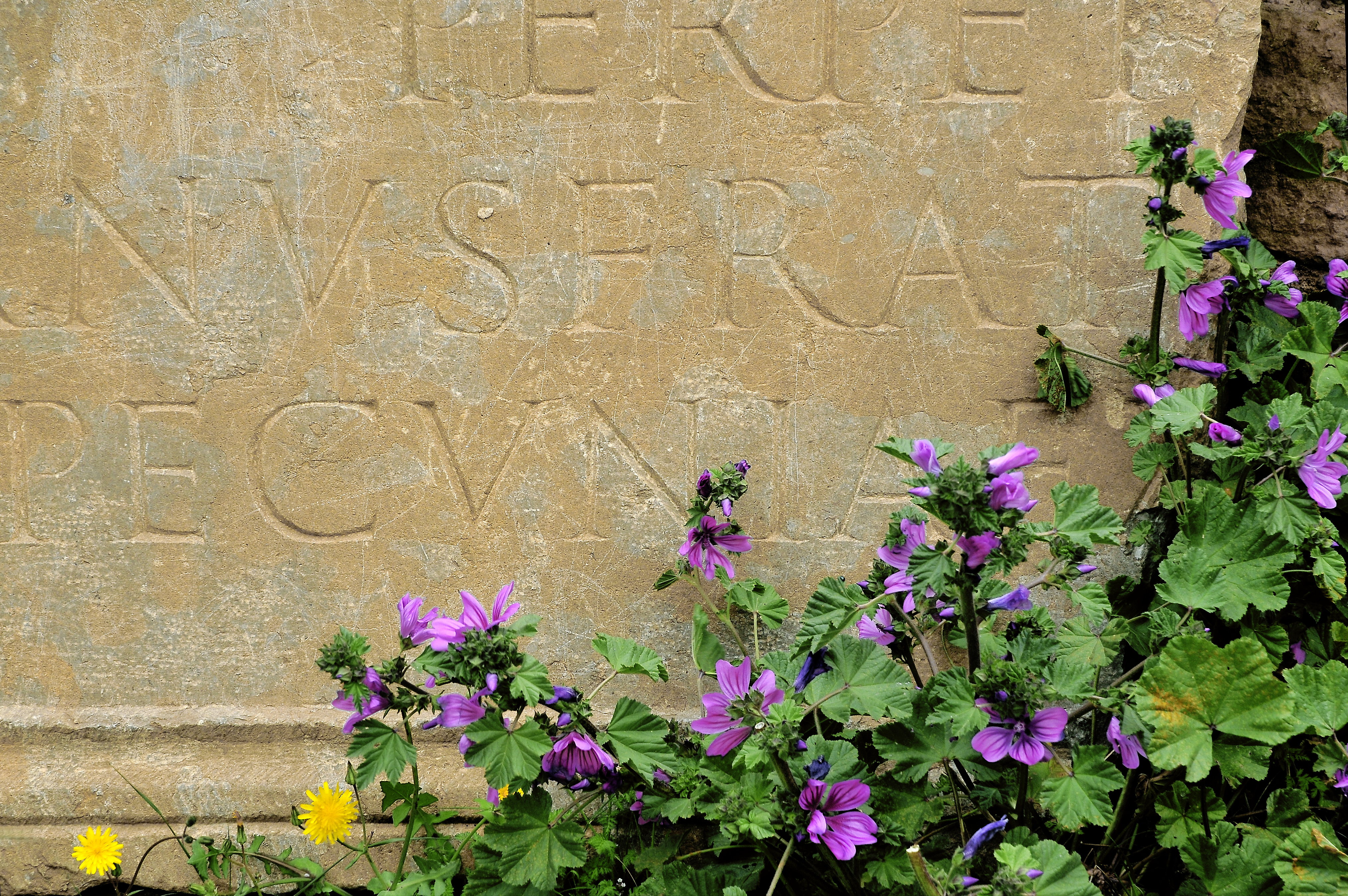
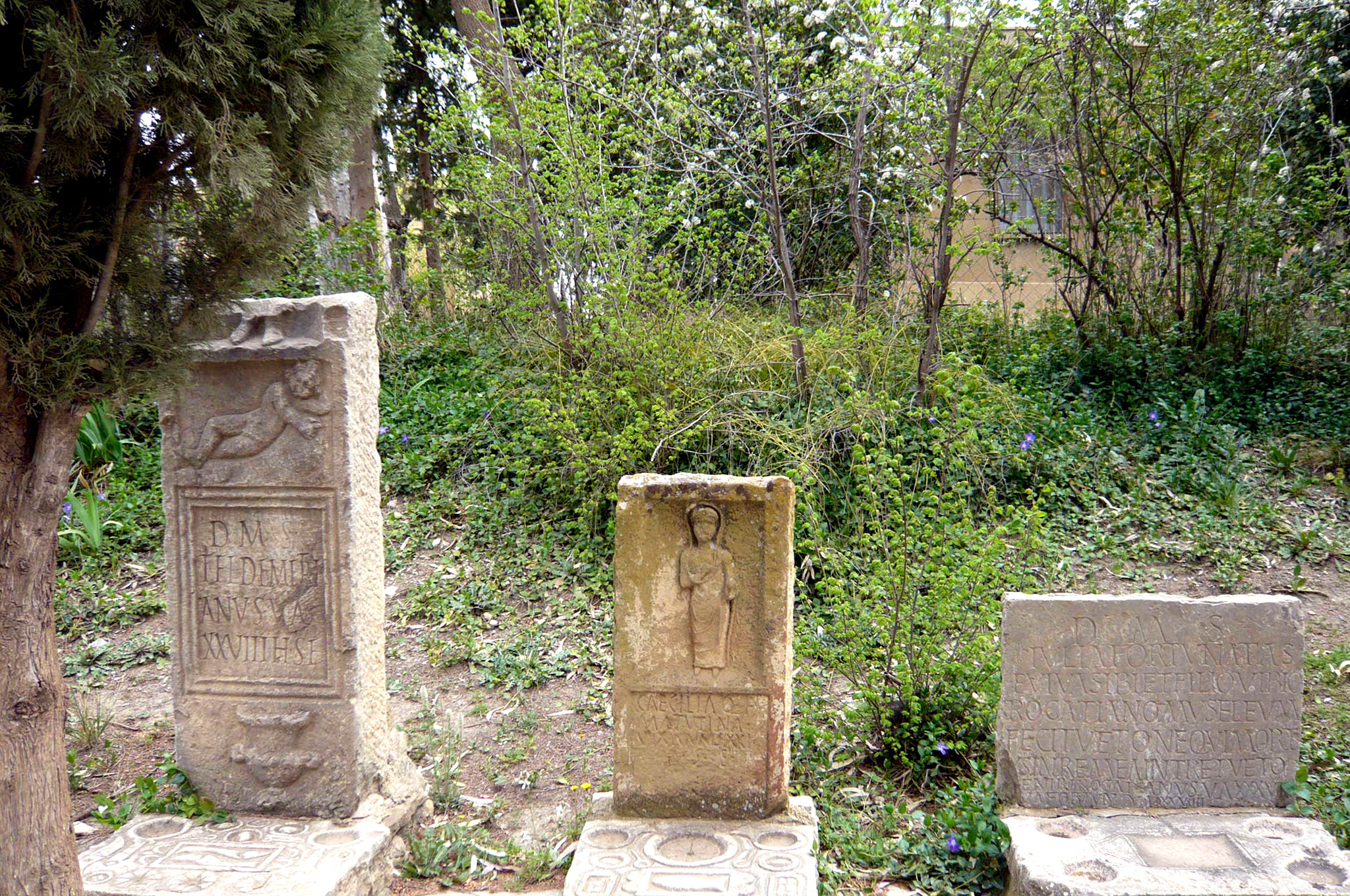
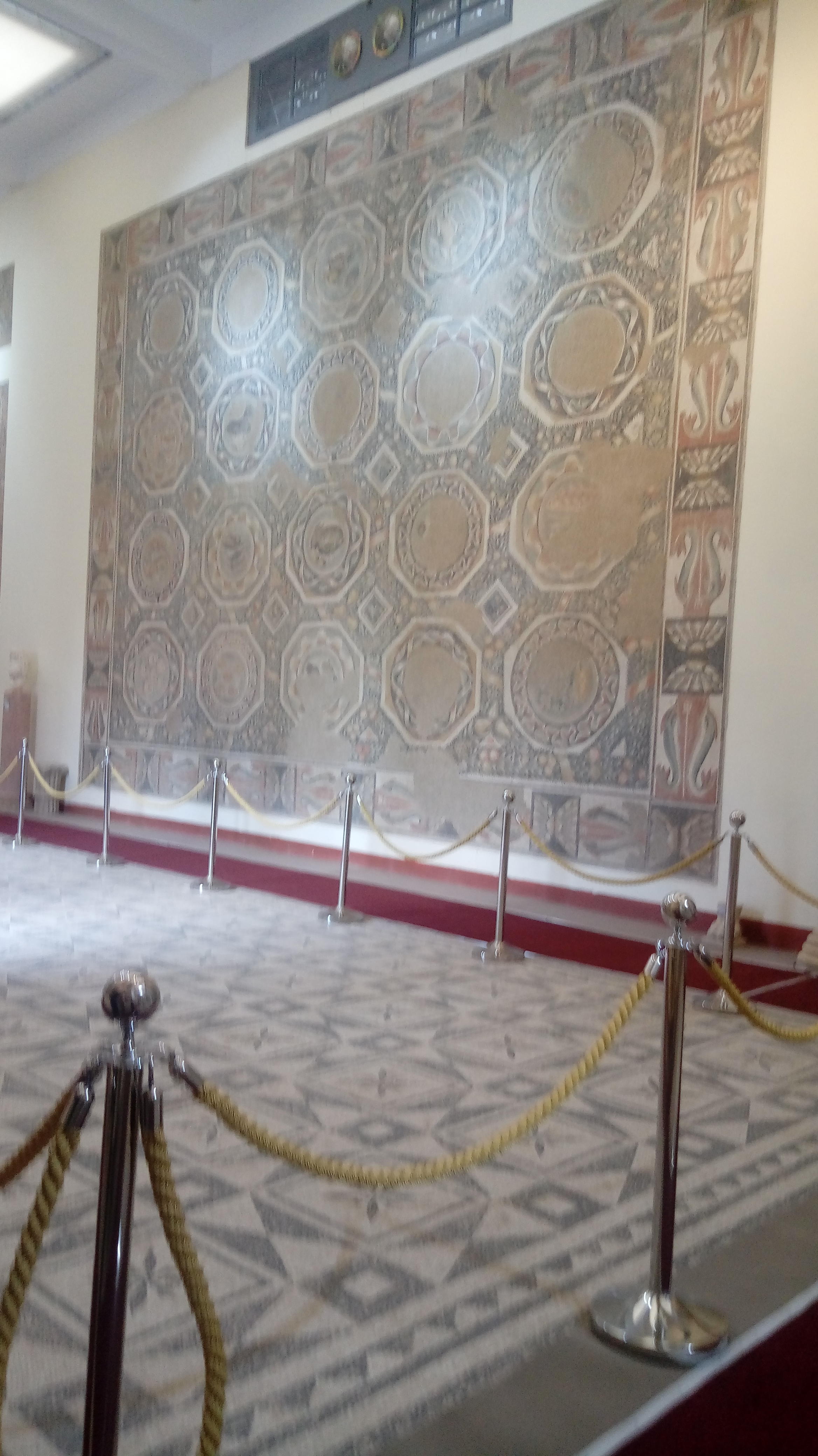
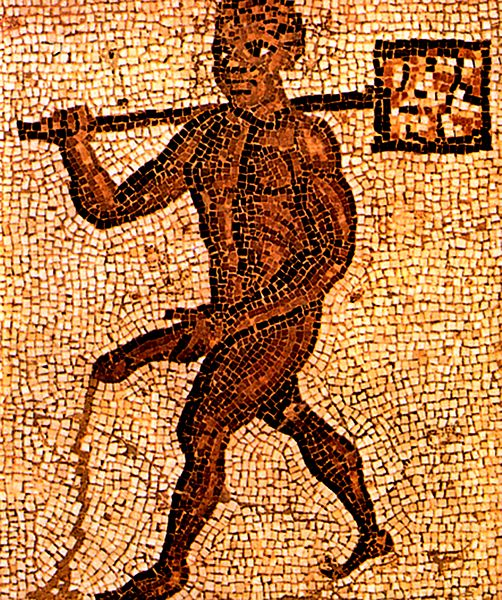
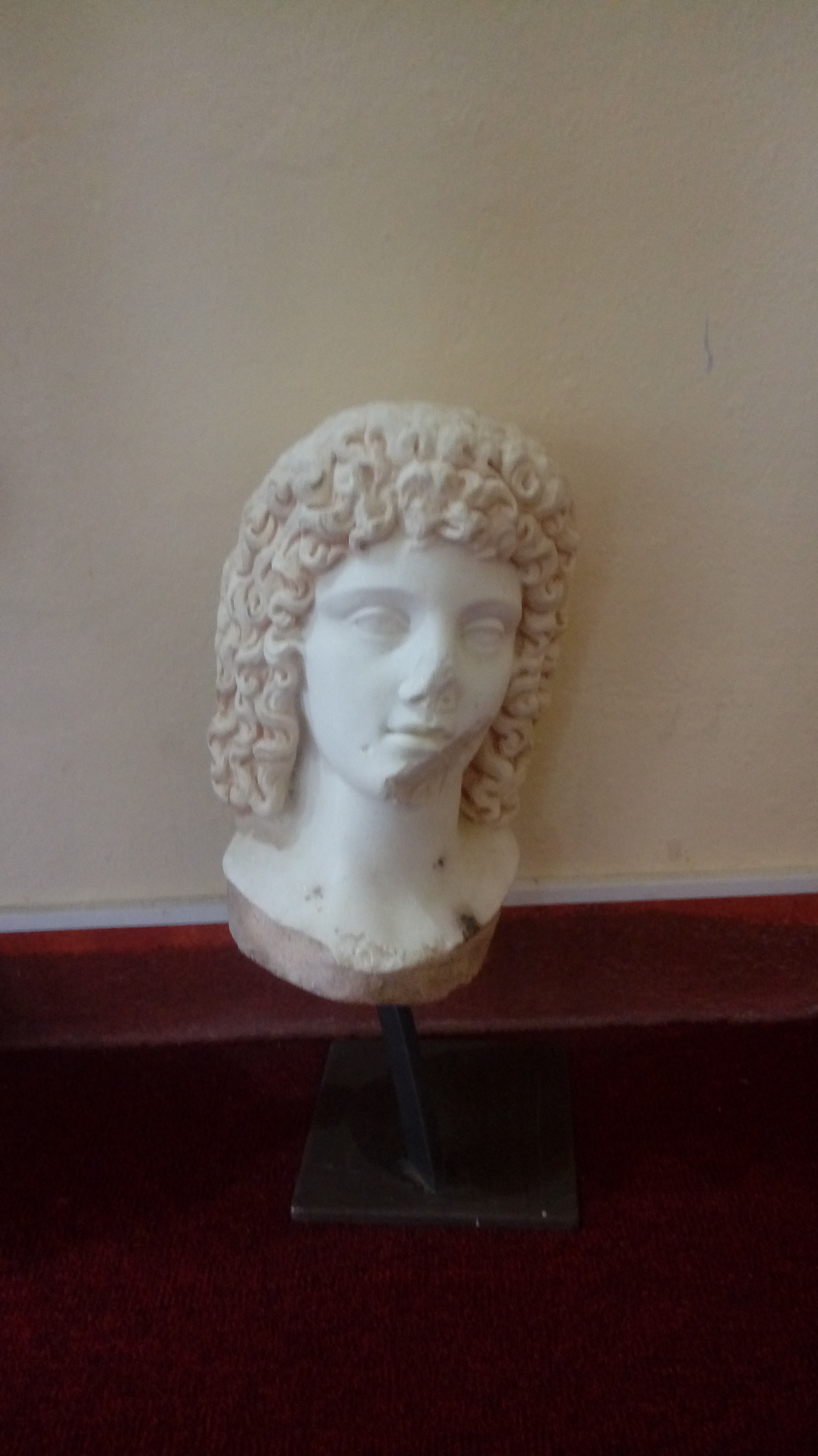
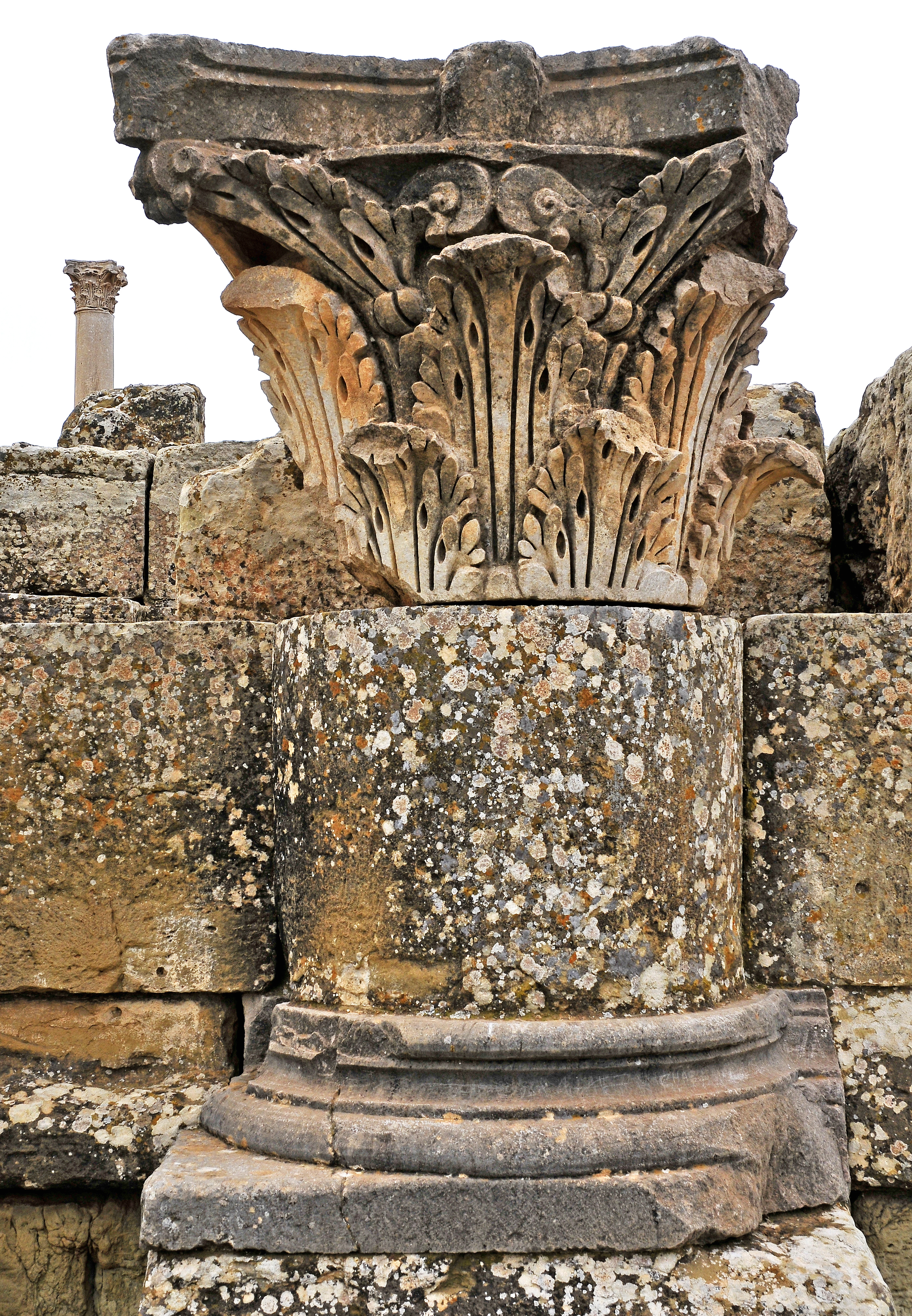
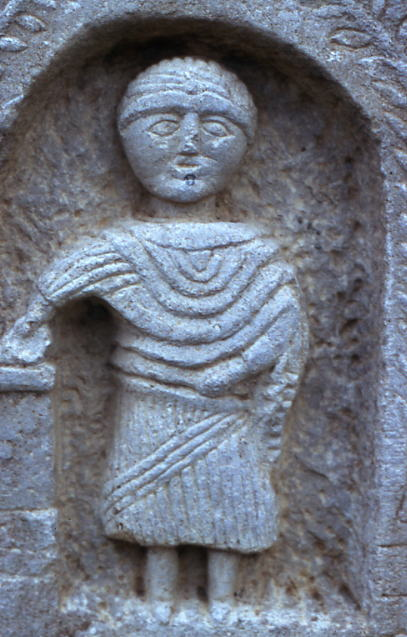
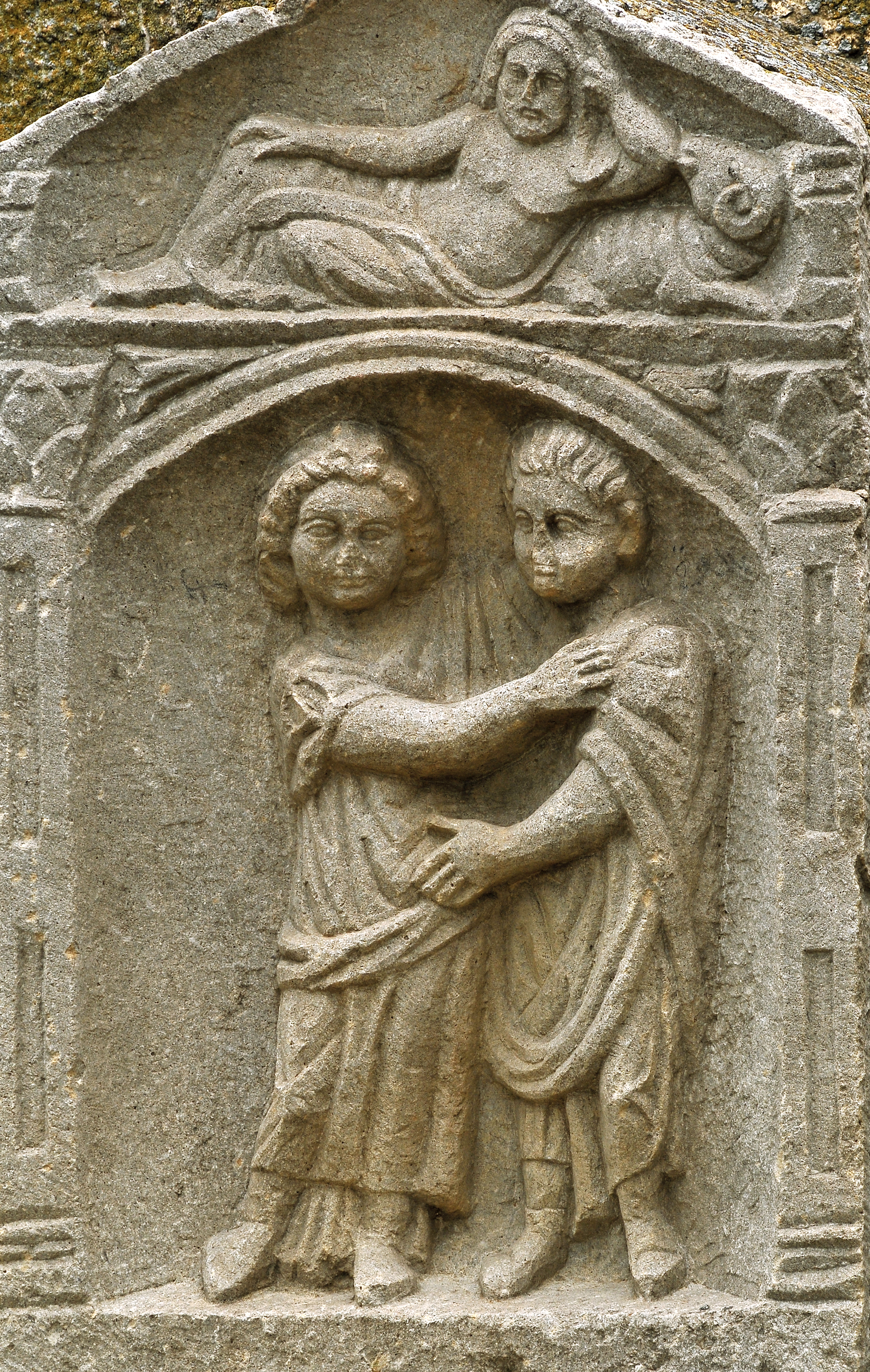
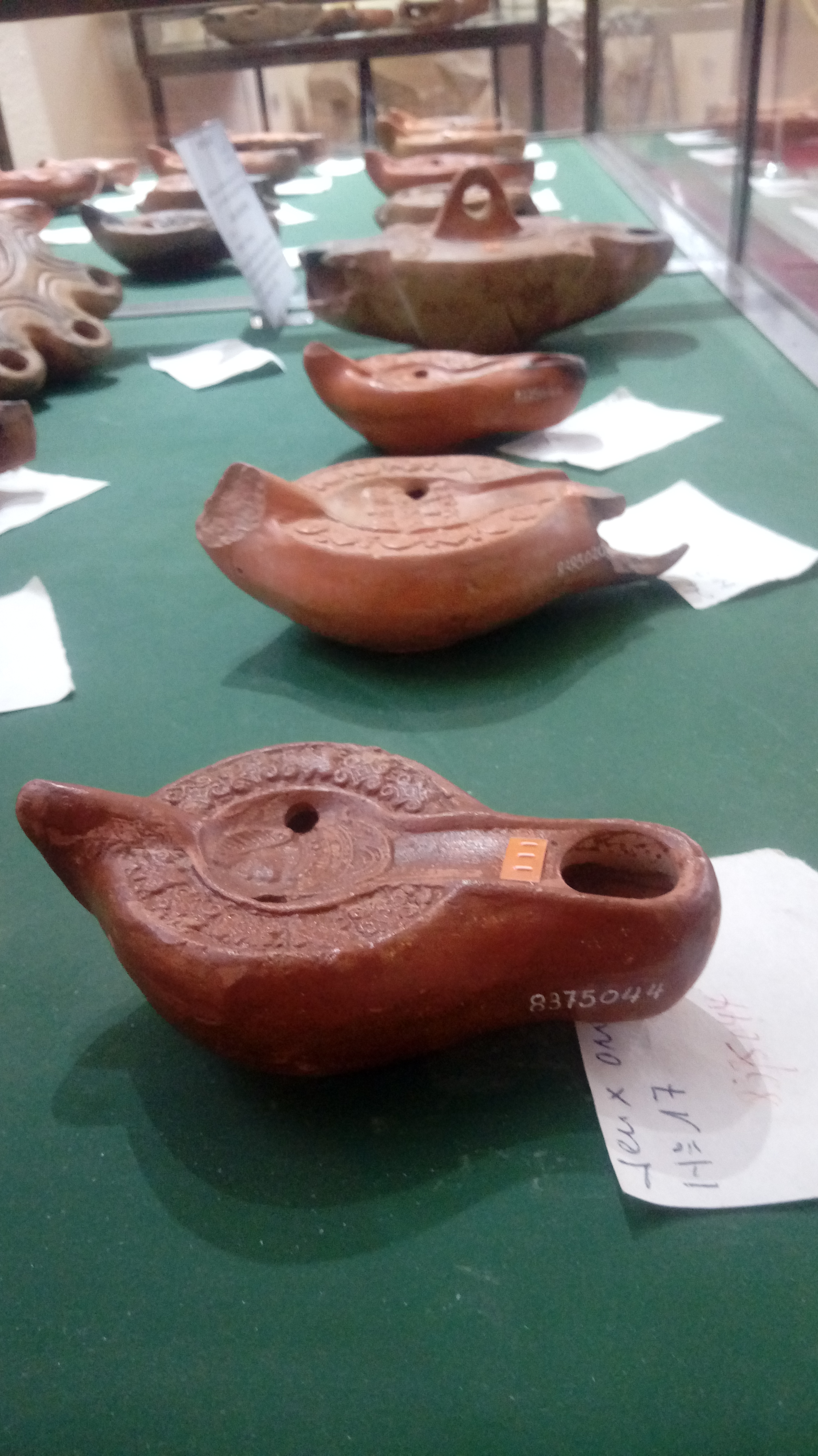
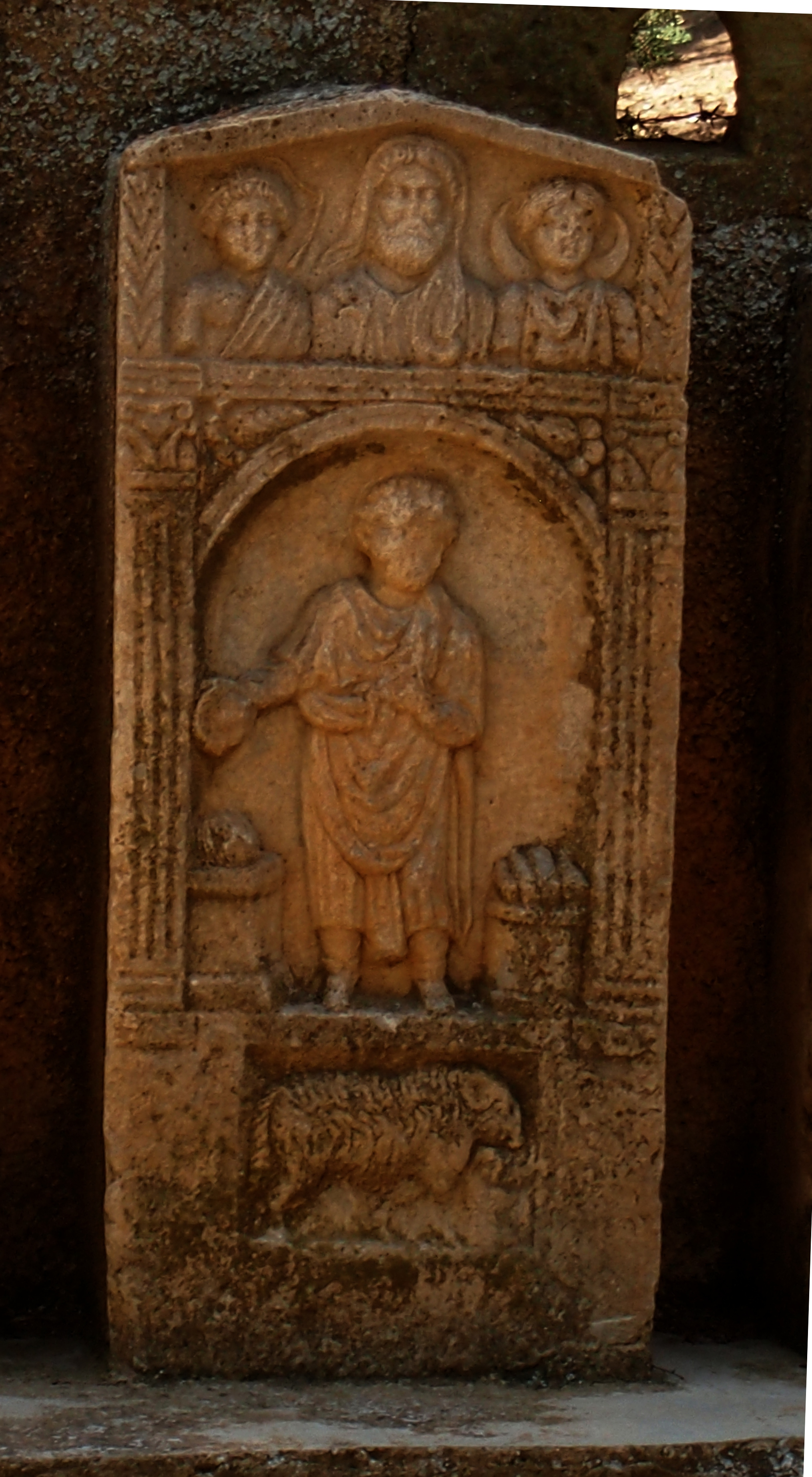
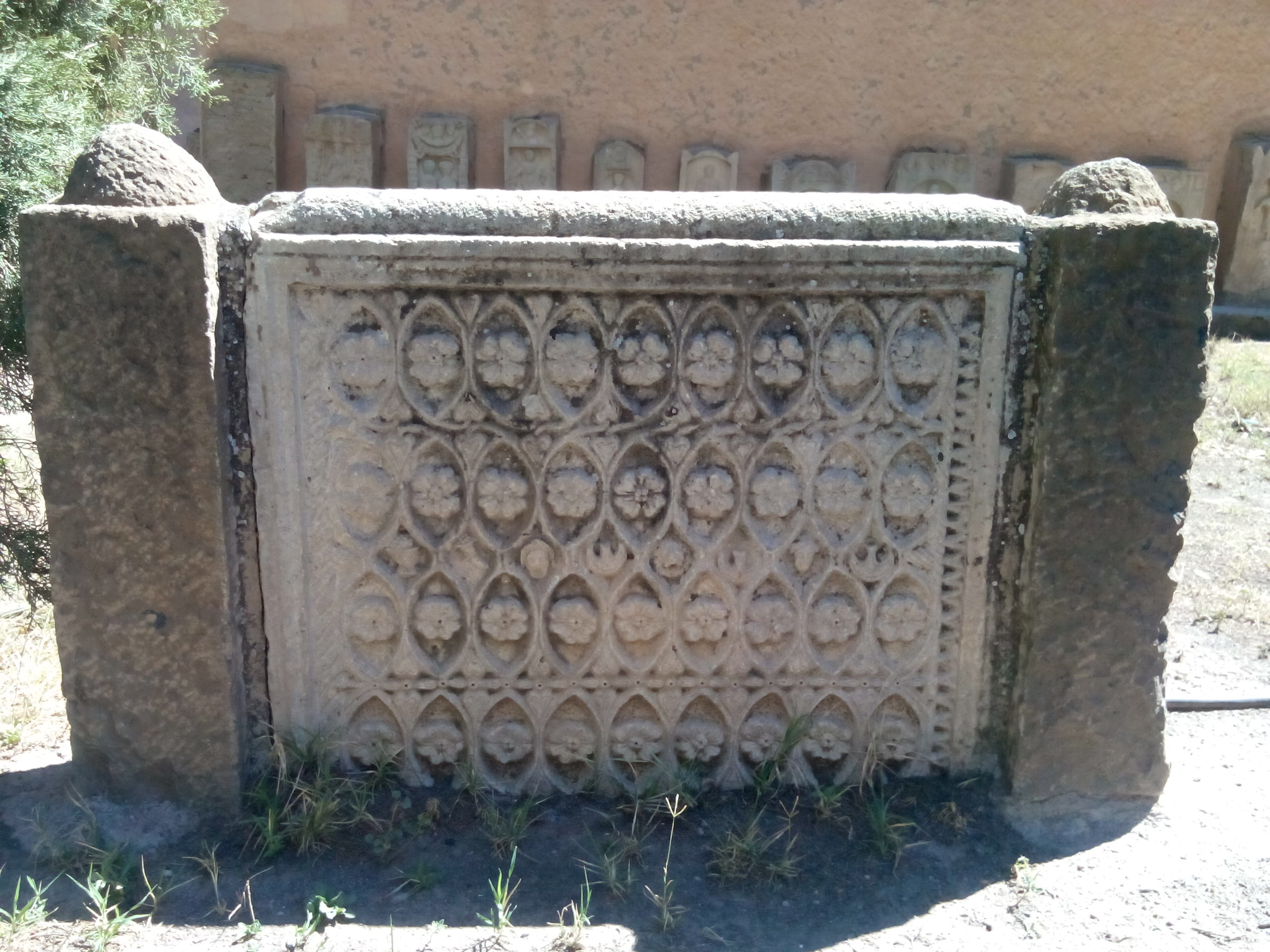
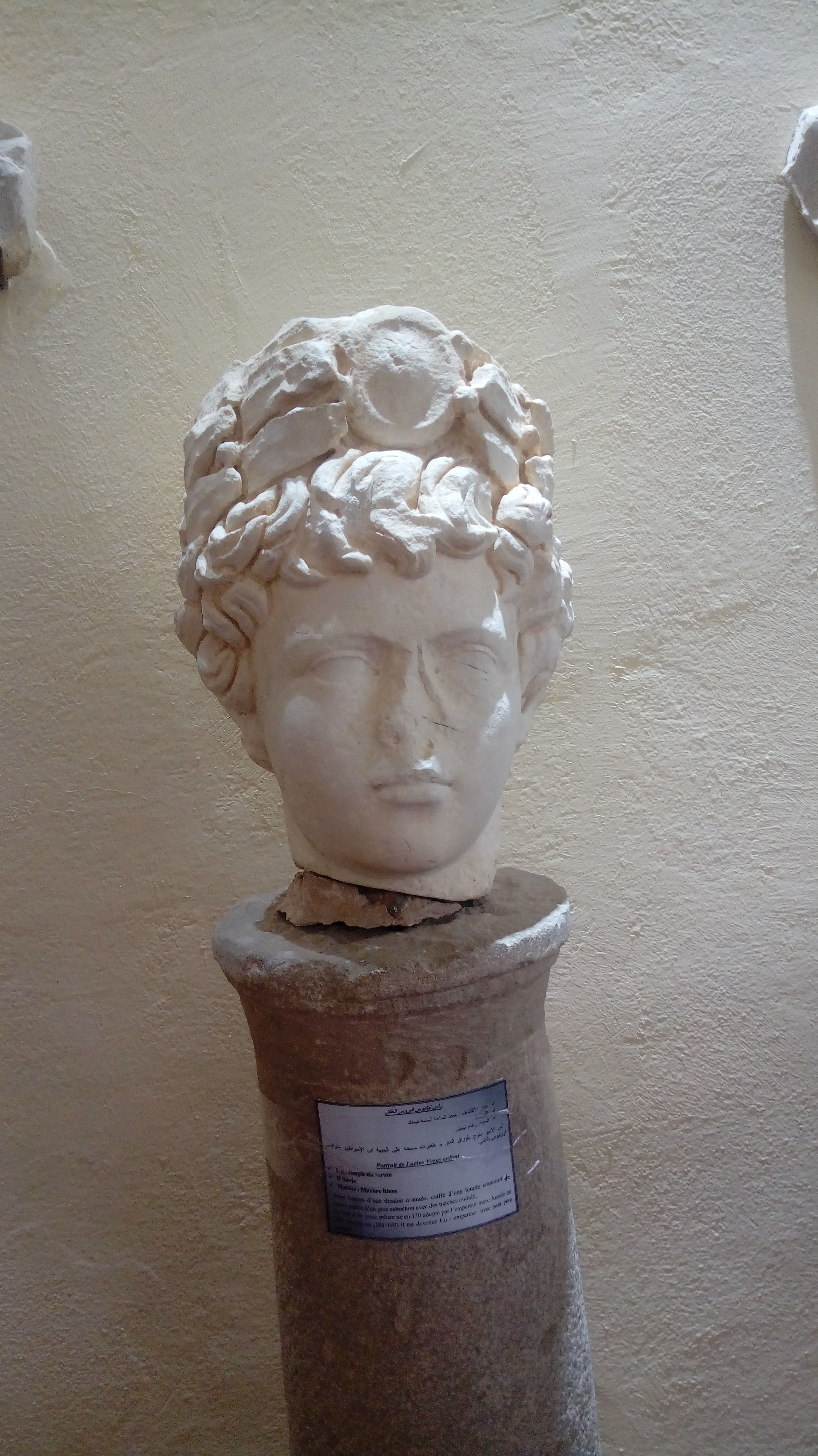
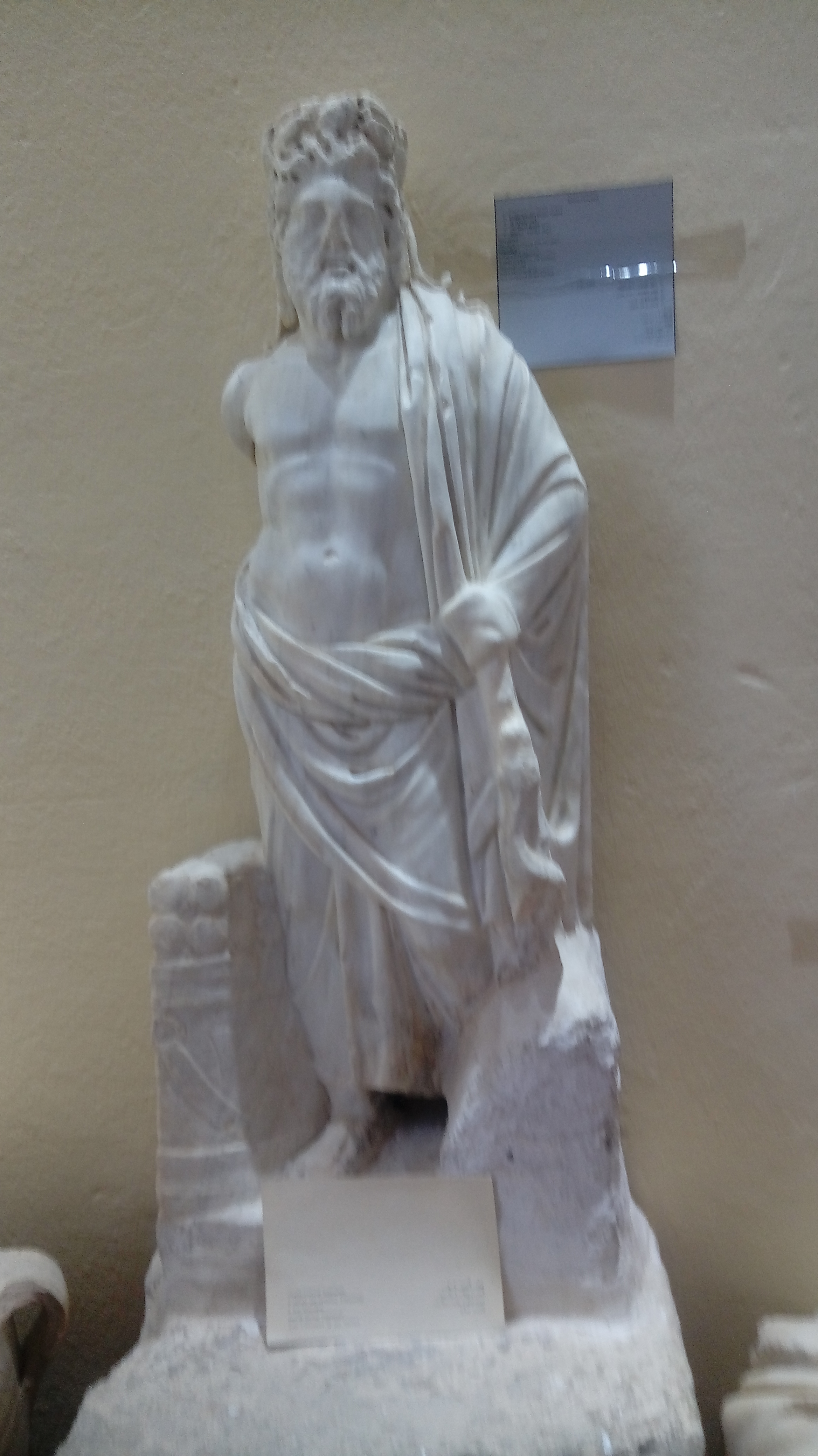
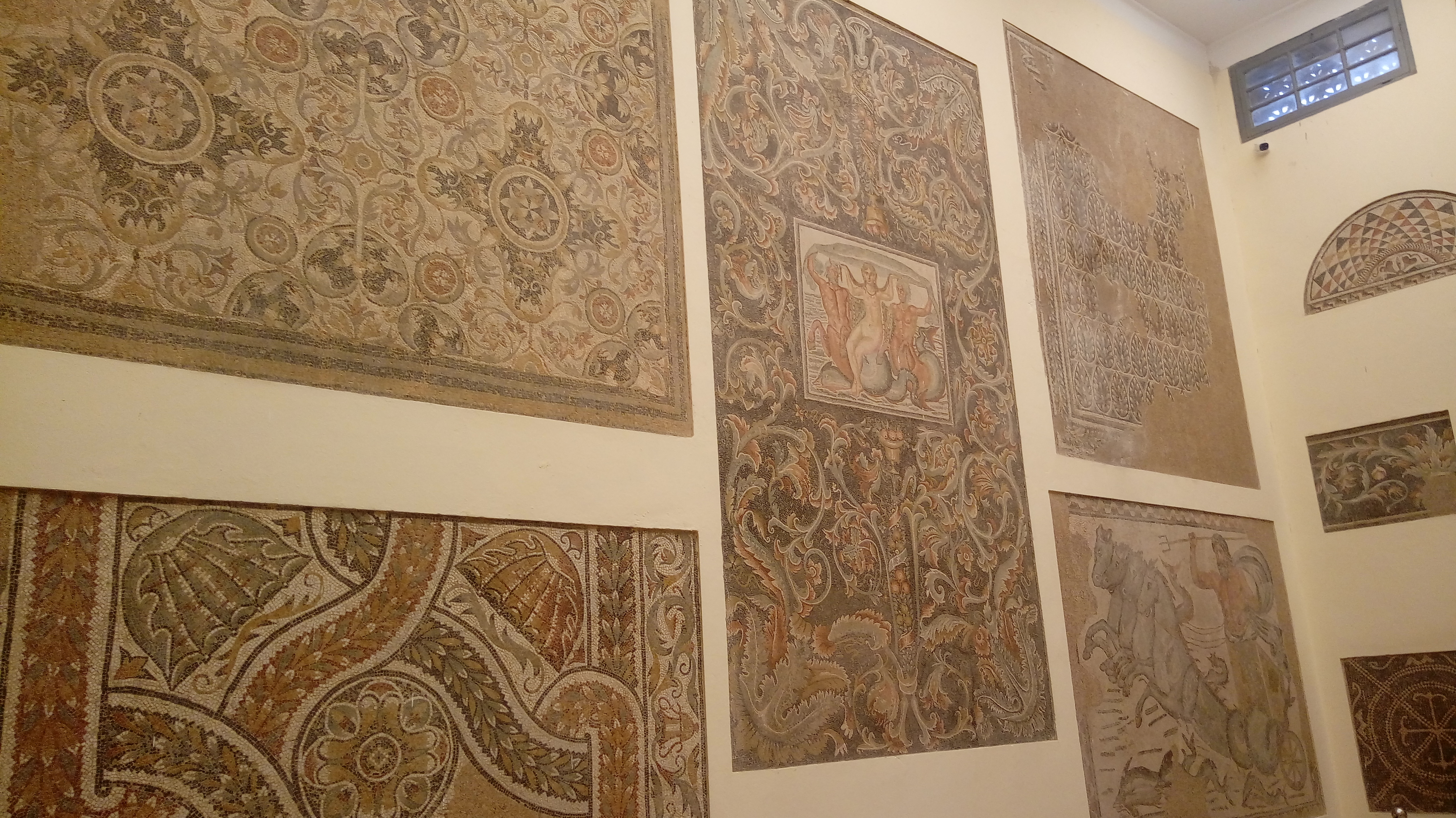

## Conservateurs
Madjid Belkales

## Crédit d'auteurs
- Cet article est partiellement ou en totalité issu de l'article intitulé « Timgad » (voir la liste des auteurs).